# Маріанне Ґосвайлер
Маріанне Ґосвайлер (15 травня 1943) — швейцарська вершниця.
Срібна призерка Олімпійських Ігор 1964 року в командній виїздці, бронзова призерка 1968 року в командній виїздці.
Срібна призерка Чемпіонату світу з виїздки 1966 року в командній виїздці.
Срібна призерка Чемпіонату Європи з виїздки 1965 року в командній виїздці, бронзова призерка 1967 року в командній виїздці.